# Municipio de Raney
El municipio de Raney (en inglés: Raney Township) es un municipio ubicado en el condado de LaMoure en el estado estadounidense de Dakota del Norte. En el año 2010 tenía una población de 24 habitantes y una densidad poblacional de 0,26 personas por km².

## Geografía
El municipio de Raney se encuentra ubicado en las coordenadas 46°30′1″N 98°58′31″O / 46.50028, -98.97528. Según la Oficina del Censo de los Estados Unidos, el municipio tiene una superficie total de 91.87 km², de la cual 91,76 km² corresponden a tierra firme y (0,12 %) 0,11 km² es agua.

## Demografía
Según el censo de 2010, había 24 personas residiendo en el municipio de Raney. La densidad de población era de 0,26 hab./km². De los 24 habitantes, el municipio de Raney estaba compuesto por el 100 % blancos. Del total de la población el 0 % eran hispanos o latinos de cualquier raza.